# Carlo Francesco Cesarini
Carlo Francesco Cesarini (San Martino al Cimino, 1665 ca. – Roma, 1741) è stato un compositore italiano.

## Biografia
Nacque a San Martino al Cimino nei pressi di Viterbo, nel 1665 ca. Sposatosi con Leandra Canuti, romana, ebbe quattro figli: Maria, morta a quattro anni, Theresia, Margherita e Urbano, morto a tre anni.

La sua carriera si svolse interamente sotto la protezione del cardinale Benedetto Pamphilj con cui era in contatto già nel 1688, quando aveva messo in musica la cantata Quel sovrano motore su versi scritti dal porporato per celebrare la nascita del principe di Galles figlio primogenito del re Giacomo II d'Inghilterra. Entrato nel luglio 1690 al servizio stabile del cardinale, lo seguì negli anni in cui questi fu a Bologna come legato pontificio  (1690-1693). Restò al servizio del Pamphilj, fino alla sua morte nel 1730, con l'incarico di provvedere alle musiche delle accademie e delle conversazioni che si tenevano nel suo palazzo. Mise in musica numerose cantate e oratori su testo di Benedetto Pamphilj: San Vincislao (1704), Il figliol prodigo (1707), Oratorio per l'Assunzione della beatissima Vergine (1713) e Il trionfo del Tempo nella Bellezza ravveduta (1725) 

Fu anche maestro di cappella della chiesa del Gesù dal 1704 al 1741. Alla luce della qualità delle opere del C. appare sempre più strano come sia stato possibile che la senz'altro abbondantissima produzione strumentale sia andata quasi completamente perduta. L'unica spiegazione potrebbe essere che le composizioni strumentali-religiose siano rimaste dimenticate nella chiesa del Gesù e poi andate disperse nelle vicende seguite alla soppressione della Compagnia. 
Per quel che riguarda i melodrammi l'unico ad essere giunto completo sino a noi è il Giuno Bruto overo La caduta de' Tarquinii, composto da Cesarini in collaborazione con Antonio Caldara e Alessandro Scarlatti. Tale composizione fu commissionata dal cardinale Annibale Albani per volere dell'imperatore Giuseppe I d'Asburgo, la cui morte improvvisa fece sì che l'opera non venne mai messa in scena.
Dal 1715 al 1721 Cesarini fu inoltre maestro di cappella della Chiesa di S. Antonio dei Portoghesi. 
Fu inoltre membro della Congregazione di Santa Cecilia dal 1706, impegnandosi nel 1711 come «guardiano dei musici», e collaborò presso alcune delle più importanti istituzioni del tempo, tra cui il collegio Clementino, l'oratorio di San Marcello e la Chiesa dei Fiorentini.
Cesarini si contraddistinse in particolar modo nel repertorio della cantata da camera, forma poetico musicale più idonea e alla moda del suo tempo. Godette di una certa stima e venne menzionato ne L'Istoria della volgar poesia dall'intellettuale Giovanni Mario Crescimbeni tra gli "eccellenti maestri" e compositori di cantate.

Il 31 agosto 1741 rassegnò le dimissioni dal posto di maestro di cappella al Gesù per motivi di salute, e probabilmente morì non molto tempo dopo.